# Monesi di Triora
Monesi di Triora o più semplicemente Monesi è una frazione del comune di Triora, in provincia di Imperia.
Nata come stazione sciistica, conobbe una certa fortuna tra gli anni '50 e gli anni '80, quando accoglieva numerose famiglie del ponente ligure e della provincia di Cuneo. 
Negli anni chiusero progressivamente quasi tutti gli impianti di risalita e quasi tutte le strutture ricettive, rimanendo aperti dopo gli eventi alluvionali del 2016 solamente un albergo-rifugio e, nel periodo estivo, un bar ristorante.
Dal mese di marzo 2021, Monesi di Triora conta di nuovo un abitante.

## Geografia fisica
Monesi è l'unica frazione triorese non situata nella valle Argentina, ma in val Tanaro e per questo è più facilmente raggiungibile dal comune di Mendatica. Per tale ragione i servizi urbani di Monesi di Triora sono curati dall'ente comunale mendaticese, mentre la vigilanza sui campi da sci è prerogativa dei carabinieri della stazione di Nava.
Nei pressi di Monesi nasce il fiume Tanaro, inizialmente con il nome di Tanarello, importante bacino alpino e appenninico tributario del Po.
Questa località è posta a 1392 m s.l.m. alle pendici del monte Saccarello - 2201 m s.l.m. - il monte più alto della Liguria. Sull'anticima, a 2164 m di quota fu posto nel 1901 il monumento al Redentore, a simbolo e protezione delle Alpi Marittime, la posa della statua rientra in un più generale progetto di celebrazione per il Giubileo del 1900.

### Periodo invernale

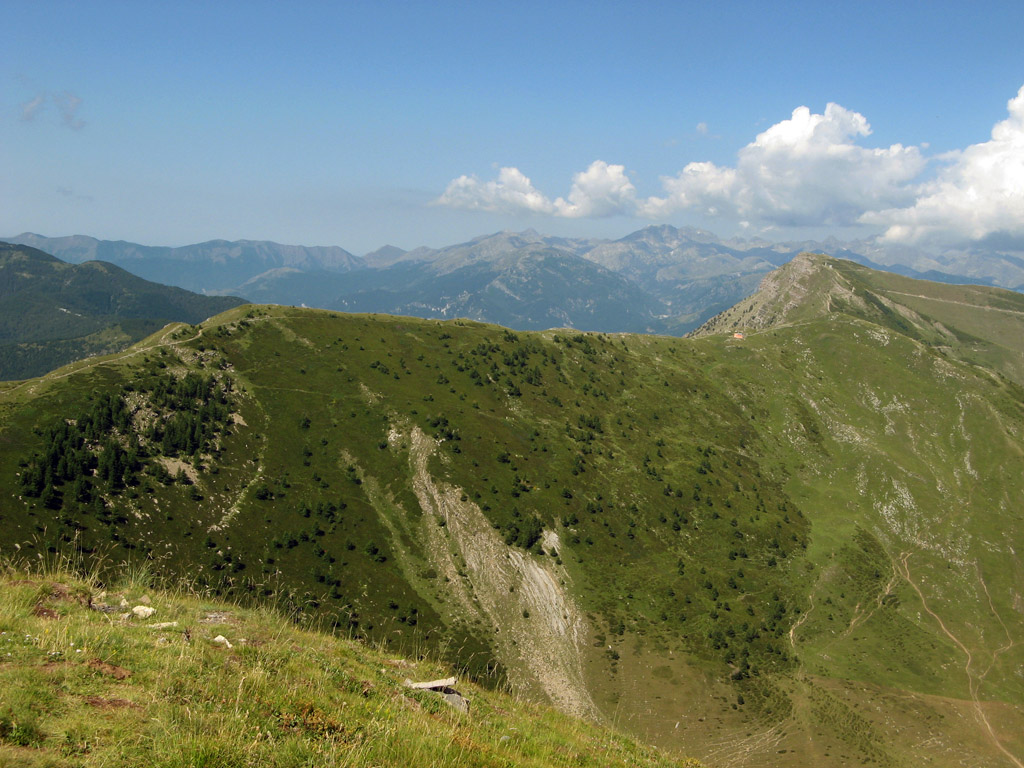
Vista del monte Saccarello dal Frontè

In inverno ed inizio primavera Monesi di Triora è una stazione sciistica: nata a metà degli anni cinquanta del XX secolo, visse il suo periodo più florido negli anni sessanta e settanta, allorché poté disporre di cinque impianti di risalita, quattro skilift (uno dei quali con l'illuminazione per lo sci in notturna, il primo in Italia) e una seggiovia (per molti anni la più lunga d'Europa), una pista di pattinaggio, una piscina ed alcune strutture alberghiere e condominiali, meritando a ragione l'appellativo di "piccola Svizzera ligure".
A seguito di molte vicissitudini, tra le quali alcune stagioni caratterizzate da insufficiente innevamento naturale e il disinteresse da parte delle amministrazioni locali per la promozione del turismo invernale nella zona, Monesi ha subito, a partire dalla metà degli anni ottanta, un lento declino rimanendo poco a poco orfana di queste strutture, ad eccezione dello skilift "Plateau".
Nel 2008 tuttavia è stata installata e costruita, con fondi regionali e provinciali, una nuova seggiovia biposto che corre parallela al vecchio skilift "Tre Pini", rimasta in funzione fino all'inverno 2015-2016 ed ora in attesa di una nuova società gerente. 

### Periodo estivo
Nel periodo primaverile ed estivo sono molte le attività sportive che si possono svolgere nei dintorni di Monesi.
La più praticata è l'escursionismo lungo i numerosi sentieri che passano sui crinali del monte Saccarello, particolare rilievo montano poiché crocevia di confine tra Liguria (Provincia di Imperia), Piemonte (Provincia di Cuneo) e la Francia (Alpi Marittime).
Altre attività praticabili in questo periodo sono:
- il mountain biking lungo i molti percorsi a disposizione tra i quali la via del sale nel tratto che collega Limone Piemonte a Ventimiglia, e che passa proprio sul crinale del monte Saccarello;
- le passeggiate a cavallo nei percorsi attrezzati della val Tanarello;
- il rafting in due tratti del torrente Arroscia (4 km tra Montegrosso Pian Latte e Ponti di Pornassio e 5 km tra Ponti di Pornassio e Pieve di Teco);
- il parapendio nei pressi di San Bernardo di Mendatica.

## Storia

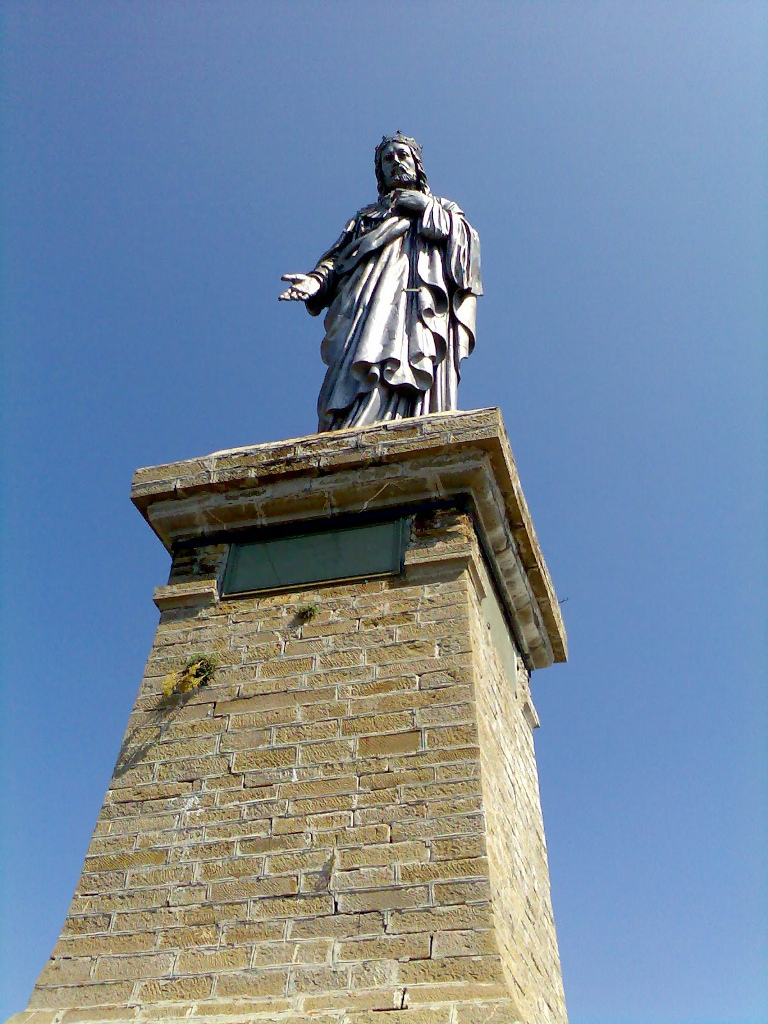
Il monumento al Redentore sulla cima minore del Saccarello

Il 24 novembre 2016, nell'ambito di forti piogge che si sono abbattute nella zona dell'Alta Val Tanaro e Alta Val Arroscia, che raggiunsero i 450 mm in tre giorni e 190 mm solamente il 24 novembre, si innescò una paleofrana nel territorio di Monesi di Mendatica che cominciò a far "scivolare" il paese verso valle, facendo evacuare il paese (con relativa ordinanza di inagibilità e divieto di accesso) ed interrompendo la viabilità locale. I due ponti di collegamento tra Monesi di Triora e Piaggia furono gravemente compromessi dallo stesso evento, portando alla chiusura immediata di quello posizionato a valle e alla chiusura nell'estate del 2017 del secondo (quello sul rio Bavera).
Tali eventi avevano portato subito ad un isolamento di Monesi, in quanto avevano allungato il percorso di circa 35 km e portando ad un isolamento veicolare invernale dopo l'estate del 2017,  in quanto per raggiungere Monesi d'estate rimaneva solo il passo Tanarello ad oltre 2000 m s.l.m. oppure un lungo percorso dalla frazione piemontese di Upega (Briga Alta), passando per il Bosco delle Navette, per tornare indietro per il primo tratto della Via del sale; tali percorsi rimangono adatti a mezzi fuoristrada.
I lavori per ripristinare la viabilità si sono conclusi nell'estate del 2020 tramite la ricostruzione del ponte sul rio Bavera e una variante stradale che passa a monte della paleofrana aggirando la stessa.

## Monumenti e luoghi d'interesse

### Architetture civili
Presso la cima minore del monte Saccarello è ubicata la statua del Cristo Redentore, realizzata tra il 1901 e il 1902 dalla fonderia francese di Biais-Noirrot. Fu un comitato locale, presieduto dal commendatore Filippo Tolli, a decidere sul finire del XIX secolo l'edificazione di un monumento religioso; opera che fu sostenuta dal pontefice Leone XIII oltreché l'interessamento dell'arcivescovo di Genova monsignor Tommaso Reggio - particolarmente legato al territorio di Triora - e del canonico locale Giuseppe Giauni. La statua, divisa in due pezzi, giunse con una vaporiera a Ventimiglia il 28 agosto 1901 e quindi trasportata via treno ad Ormea il 31 agosto; il 4 settembre, dopo non poche difficoltà per il trasporto con l'ausilio di un carro, i due blocchi in ghisa (pesanti 40 quintali) giungono sul pianoro ai piedi del Saccarello e alla base del piedistallo, realizzato appositamente su progetto dell'architetto Giovanni Pacchiaudi di Briga Marittima. Il 15 settembre, alla presenza dei vescovi di Ventimiglia monsignor Ambrogio Daffra e di Savona e Noli monsignor Giuseppe Salvatore Scatti, una santa messa fu celebrata per la benedizione e incoronazione della statua collocata temporaneamente su di una impalcatura. Solamente un anno dopo, il 5 agosto 1902, il Cristo Redentore trovò la sua definitiva collocazione presso il basamento in pietra.
Sopra Monesi di Triora, possiamo arrivare ad un tratto della via del sale, la via Marenca, che comincia ad una distanza di 5 km sopra la frazione. La strada è aperta alcuni mesi dell'anno grazie all'impegno e al lavoro di persone che permettono che questa strada sia praticabile.